# Danza de los Viejitos

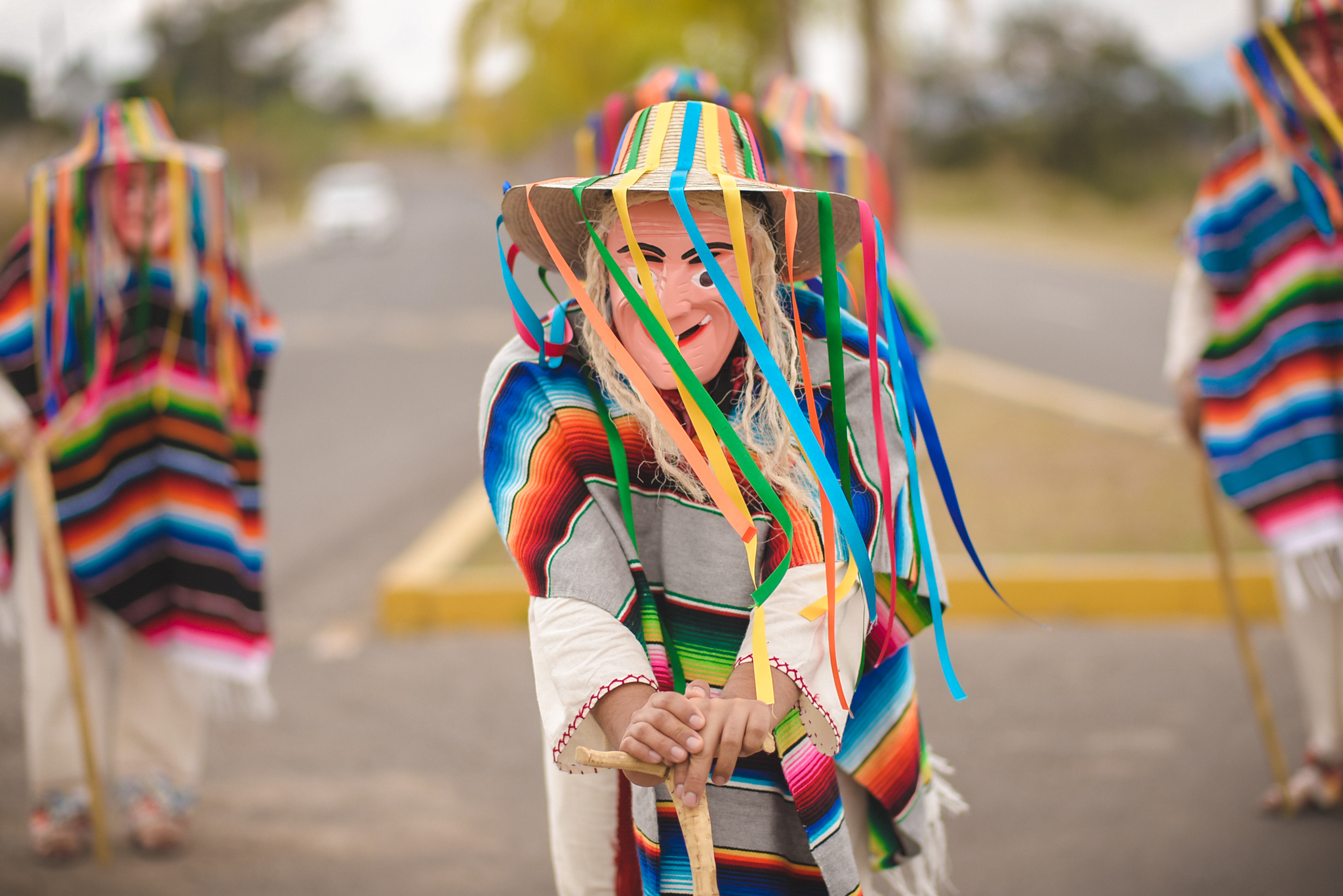
Danzantes en la comunidad de Tocuaro municipio de Erongaricuaro, Michoacán.

La Danza de los Viejitos es una manifestación folclórica tradicional del estado de Michoacán, México. Su origen se encuentra en la cultura purépecha y se caracteriza por su carácter festivo, la representación de la vejez y su simbolismo vinculado a los elementos naturales. A lo largo del tiempo, esta danza ha evolucionado hasta convertirse en un símbolo de identidad michoacana, preservando su esencia en festividades y eventos culturales tanto en México como en el extranjero.

## Origen e historia
La danza de los viejitos tiene sus raíces en el periodo prehispánico y se originó en la región purépecha, particularmente en las comunidades cercanas al lago de Pátzcuaro. En sus inicios, esta danza tenía un carácter ceremonial y estaba dedicada a Tata Huriata, el dios sol. Su función principal era rendir tributo a la naturaleza, solicitar buenas cosechas y servir como vínculo de comunicación con los antepasados.

En sus primeras versiones, la danza era ejecutada por chamanes o ancianos sabios de la comunidad, quienes portaban máscaras representativas del ciclo de la vida. Originalmente participaban cuatro danzantes, cada uno simbolizando los elementos fundamentales: fuego, agua, tierra y aire. Esta estructura también se asociaba con los cuatro colores del maíz (rojo, amarillo, blanco y azul), esenciales en la cosmovisión mesoamericana.

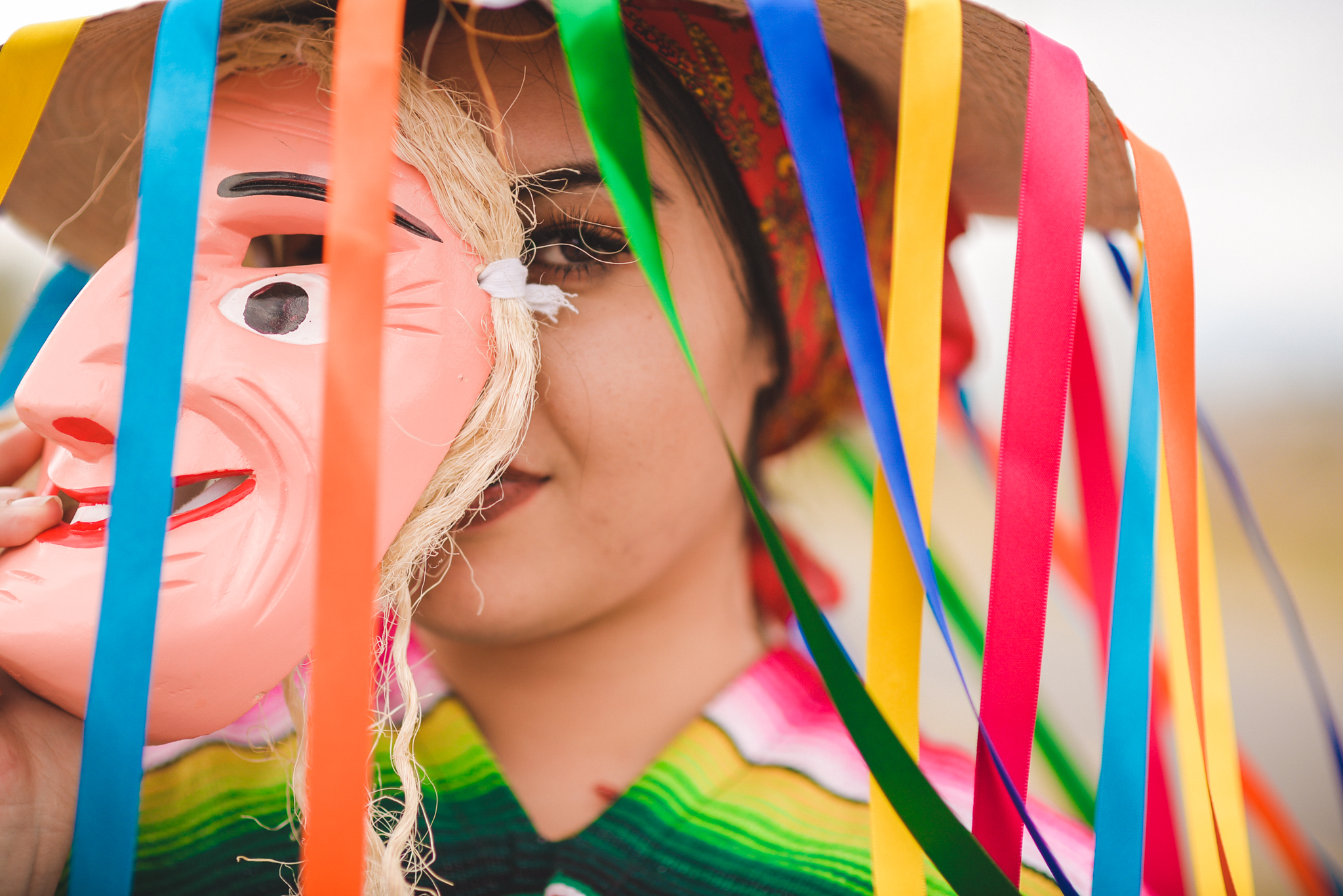
Danzante mujer de la tradicional Danza de los Viejitos.

Con la llegada de los colonizadores es, la danza sufrió transformaciones e incorporó elementos de la tradición cristiana. De esta manera, pasó a formar parte de celebraciones religiosas como el Día de Todos los Santos, Corpus Christi y diversas fiestas patronales. A pesar de la influencia europea, la danza de los viejitos conservó su esencia ritual y festiva, manteniéndose como una expresión representativa de la cultura purépecha.

## Características y Estructura de la Danza

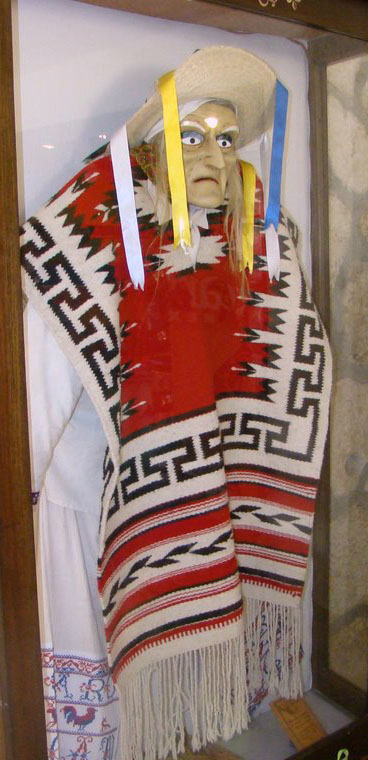
Vestimenta de la Danza de los viejitos

La danza de los viejitos se distingue por la representación humorística de la vejez. Los bailarines inician con movimientos pausados y encorvados, simulando las limitaciones físicas propias de la edad avanzada. Posteriormente, de manera inesperada, ejecutan zapateados enérgicos y acrobáticos, simbolizando la vitalidad y el espíritu festivo de la tradición purépecha.
Generalmente, la danza es interpretada por cuatro participantes principales, aunque en la actualidad pueden incorporarse más bailarines. Cada uno de los cuatro danzantes originales representa un elemento natural y, a través de sus movimientos, buscan establecer una conexión con los espíritus y augurar el porvenir. Se considera también que la danza rinde tributo a "el Dios viejo", una entidad asociada con la sabiduría y el transcurso del tiempo en la tradición purépecha.
El acompañamiento musical es un aspecto fundamental de la danza y se realiza con instrumentos tradicionales como el violín, la guitarra y la vihuela. El repertorio incluye sones de estructura europea adaptados a la estética local, así como pirekuas, un género musical purépecha reconocido por la UNESCO como Patrimonio Cultural Inmaterial de la Humanidad en 2010. Los zapateados de los danzantes son enfatizados por el sonido característico de sus sandalias de suela de madera golpeando el suelo.
La coreografía de la danza está compuesta por dos partes principales:
Primera parte:
1. Entrada
2. Ver los pasos
3. El cuarto
4. La despedida[7]

Segunda parte:
1. Entrada
2. El saludo
3. El caballito
4. El volantín
5. Flor de lago
6. Olas del lago
7. El trenecito
8. La despedida[8]

Danza de los Viejitos en la ciudad de Morelia Michoacán 2022
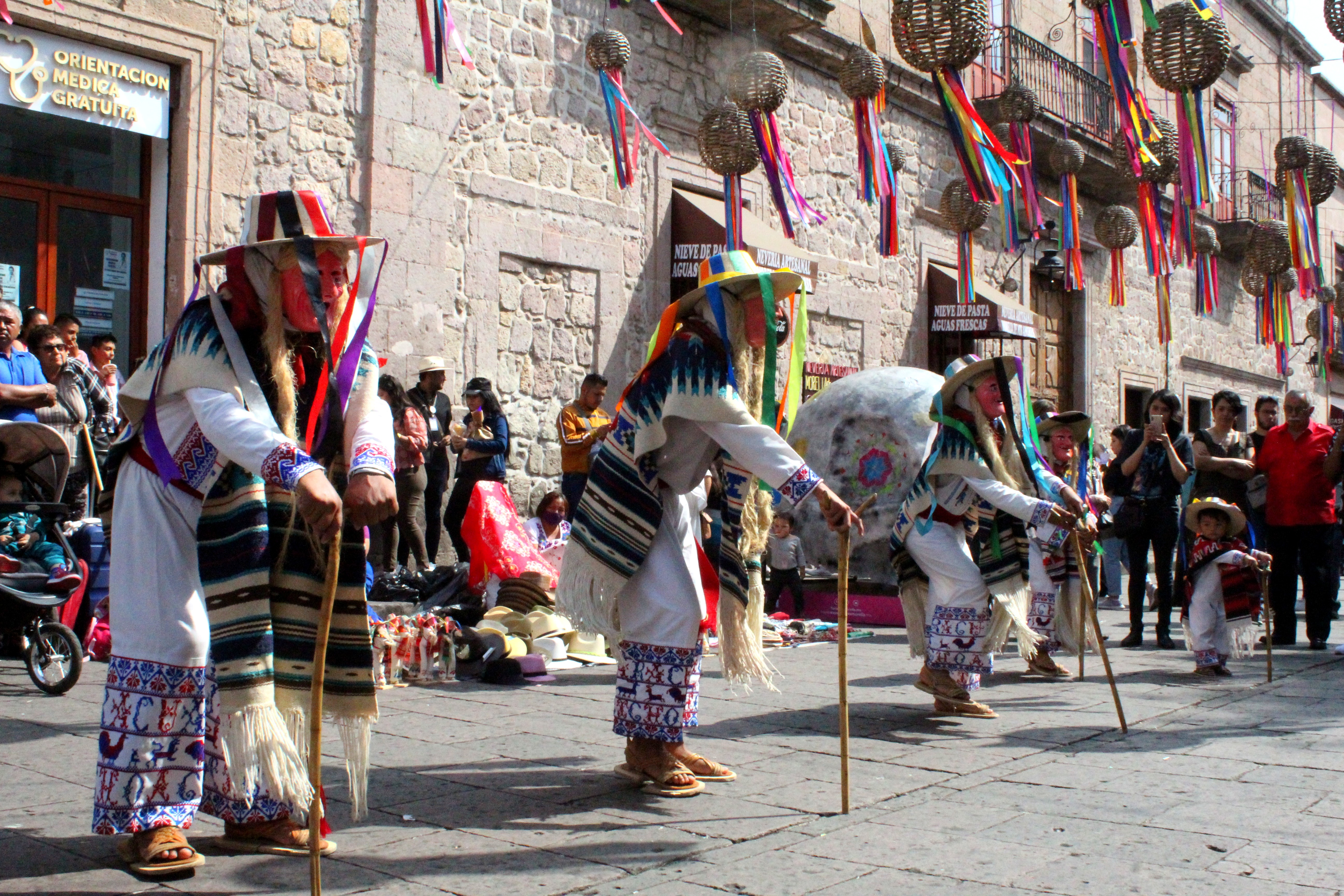
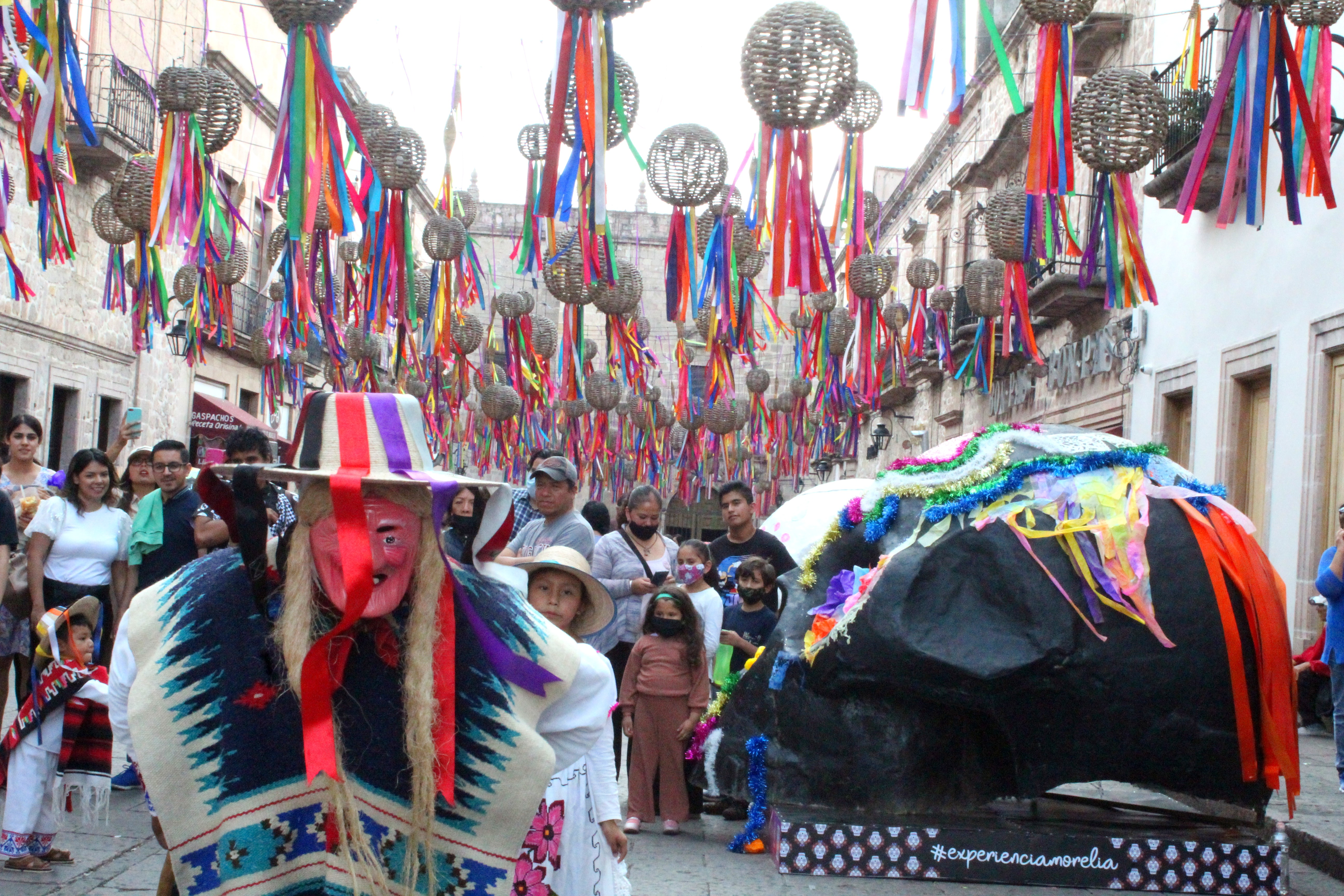
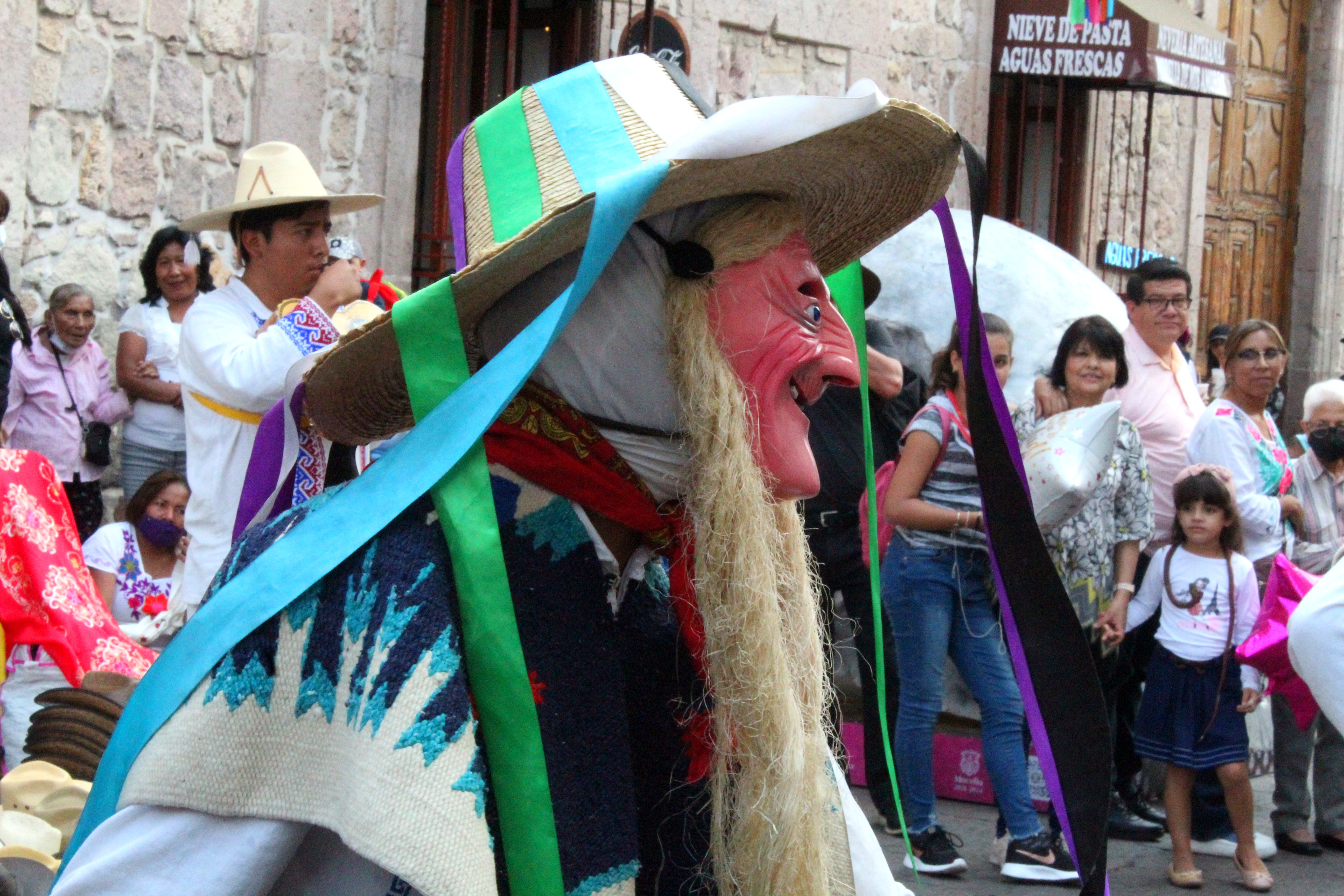

## Vestimenta
El vestuario de los danzantes es un elemento fundamental de la representación, ya que contribuye a reforzar el simbolismo de la danza. Los principales componentes del atuendo son:
- Máscara: Elaborada en madera o barro, representa un rostro anciano con una expresión sonriente, simbolizando la dualidad entre la vejez y la vitalidad. Generalmente, la máscara tiene cabello hecho de ixtle blanco.
- Sombrero: Hecho de paja y decorado con listones de colores que cuelgan por los lados, aportando un aspecto festivo al atuendo.[10]
- Ropa: Consiste en una camisa y pantalón de manta blanca, complementados con un sarape de colores vivos con distintos diseños y patrones.
- Accesorios: Un paliacate rojo atado al cuello y huaraches con suela de madera, que amplifican el sonido de los zapateados.
- Bastón: Símbolo de la vejez representada, que también es utilizado como elemento coreográfico durante la danza.[11]